# Platypalpus cinereovittatus
Platypalpus cinereovittatus är en tvåvingeart som först beskrevs av Gabriel Strobl 1899.  Platypalpus cinereovittatus ingår i släktet Platypalpus och familjen puckeldansflugor.
Artens utbredningsområde är Spanien. Inga underarter finns listade i Catalogue of Life.